# Armand Blanchonnet
Armand Blanchonnet (Grippey, 23 december 1903 - Cernay-la-Ville, 17 september 1968) was een Frans wielrenner die prof was van 1927 tot 1934. Zijn grootste succes kende hij in 1924 toen hij in eigen land de Olympische wegrit in Parijs won en daarmee de eerste Franse olympisch kampioen wielrennen werd. Datzelfde jaar behaalde hij ook brons op het WK wielrennen voor amateurs in Parijs.

## Belangrijkste overwinningen
1924
- Olympische wegrit, Parijs

1931
- Frans kampioen op de weg, Elite

1932
- Zesdaagse van Marseille

## Resultaten in voornaamste wedstrijden
| Jaar | Parijs-Roubaix |  | WK op de weg |
| ---- | -------------- |  | ------------ |
| 1927 | 39e            |  |              |
| 1928 |                |  |              |
| 1929 |                |  |              |
| 1930 |                |  |              |
| 1931 |                |  | opgave       |

1896: Aristidis Konstantinidis · 
1912: Rudolph Lewis · 
1920: Harry Stenqvist · 
1924: Armand Blanchonnet · 
1928: Henry Hansen · 
1932: Attilio Pavesi · 
1936: Robert Charpentier · 
1948: José Beyaert · 
1952: André Noyelle · 
1956: Ercole Baldini · 
1960: Viktor Kapitonov · 
1964: Mario Zanin · 
1968: Pierfranco Vianelli · 
1972: Hennie Kuiper · 
1976: Bernt Johansson · 
1980: Sergej Soechoroetsjenkov · 
1984: Alexi Grewal · 
1988: Olaf Ludwig · 
1992: Fabio Casartelli · 
1996: Pascal Richard · 
2000: Jan Ullrich · 
2004: Paolo Bettini · 
2008: Samuel Sánchez · 
2012: Aleksandr Vinokoerov · 
2016: Greg Van Avermaet ·
2020: Richard Carapaz ·
2024: Remco Evenepoel
1912: Friborg, Malm, Persson, Lönn ·
1920: Souchard, Canteloube, Detreille, Gobillot ·
1924: Blanchonnet, Hamel, Wambst ·
1928: Hansen, Nielsen, Jørgensen ·
1932: Pavesi, Segato, Olmo ·
1936: Charpentier, Lapébie, Dorgebray ·
1948: Wouters, De Lathouwer, Van Roosbroeck ·
1952: Noyelle, Grondelaers, Victor ·
1956: Geyre, Moucheraud, Vermeulin